# Polonia en los Juegos Olímpicos de Sochi 2014
Polonia estuvo representada en los Juegos Olímpicos de Sochi 2014 por un total de 59 deportistas que compitieron en 11 deportes. Responsable del equipo olímpico fue el Comité Olímpico Polaco, así como las federaciones deportivas nacionales de cada deporte con participación.
El portador de la bandera en la ceremonia de apertura fue el deportista de bobsleigh Dawid Kupczyk.

## Medallistas
El equipo olímpico polaco obtuvo las siguientes medallas:
| Nombre                                                      | Deporte               | Competición            |
| ----------------------------------------------------------- | --------------------- | ---------------------- |
| Oro                                                         |                       |                        |
| Justyna Kowalczyk                                           | Esquí de fondo        | 10 km F                |
| Zbigniew Bródka                                             | Patinaje de velocidad | 1500 m M               |
| Kamil Stoch                                                 | Saltos en esquí       | Trampolín normal M     |
| Kamil Stoch                                                 | Saltos en esquí       | Trampolín largo M      |
| Plata                                                       |                       |                        |
| Katarzyna Bachleda-Curuś Natalia Czerwonka Luiza Złotkowska | Patinaje de velocidad | Persecución por eqs. F |
| Bronce                                                      |                       |                        |
| Zbigniew Bródka Konrad Niedźwiedzki Jan Szymański           | Patinaje de velocidad | Persecución por eqs. M |